# Adair megye (Iowa)
Adair megye az Amerikai Egyesült Államokban, azon belül Iowa államban található. Lakosainak száma 7496 fő (2020. április 1.). Adair megye Guthrie, Adams, Cass, Union, Madison, Audubon és Dallas megyékkel határos.

## Népesség
A megye népességének változása:
| Lakosok száma | 7692 | 7585 | 7515 | 7472 | 7228 | 7496 |
|               | 2010 | 2011 | 2012 | 2013 | 2015 | 2020 |